# Velika potkožna vena
Velika potkožna vena (lat. vena saphena magna) je glavna sabirna vena površinskog venskog sustava noge.
Vena polazi sa stopala, iz medijalnog kraja venskog luka hrpta stopala (lat. arcus venosus dorsalis pedis), ide medijalnom stranom potkoljenice, koljena i natkoljenice, te su u području jajolike jame (lat. fossa ovalis), ulijeva u bedrenu venu (lat. vena femoralis).
Velika potkožna vena prima brojne pritoke: potkožne vene donjih ekstremiteta, potkožne vene trbuha i potkožne vene vanjskih spolnih organa (npr. lat. vena epigastrica superficalis, lat. vena circumflexa ilium superficialis, lat. venae pudendae externae, lat. venae dorsales penis, lat. vena saphena accessoria).
Velika potkožna vena u području natkoljenice prima pridodanu potkožnu venu, lat. vena saphena accessoria. Velika potkožna vena spojena je s brojnim anastomozama s malom potkožnom venom (lat. vena saphena parva), a brojne perforante (probojne) vene (lat. venae perforantes) povezuje veliku potkožnu venu s dubokim venama noge.
Velika potkoža vena često služi kao autotransplanta u kardijalnoj kirurgiji služi prilikom izvođenja koronarnog arterijskog bypassa, i u vaskularnoj kirurgiji kod izvođenja perifernog arterijskog bypassa.